# Albert II (macaco)

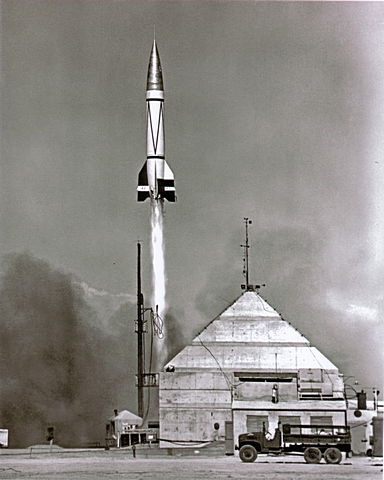
Foto do lançamento do foguete V-2 americano de número 47, carregando, entre outros experimentos, a cápsula Blossom IV-B com o macaco Albert II.

Albert II, um macaco-rhesus macho (Macaca mulatta), foi o primeiro primata e o primeiro mamífero no espaço. Ele voou da Base da Força Aérea de Holloman no Novo México, Estados Unidos, a uma altitude de 83 milhas (134 km) a bordo de um foguete de sondagem V-2 dos EUA em 14 de junho de 1949. Albert morreu ao reentrar depois que uma falha de pára-quedas fez com que a cápsula de Albert atingisse o solo em altíssima velocidade. Os dados respiratórios e cardiológicos de Albert foram registrados até o momento do impacto.
O voo de Albert II, executado pela Base de Teste de Mísseis Guiados de Alamogordo e organizado com a ajuda da Holloman Air Force Base, ocorreu após a provável morte antes do voo de Albert I antes de um voo mesosférico de 39 mi (63 km) a bordo de um foguete V-2 em junho 11 de novembro de 1948. A cápsula foi redesenhada entre os voos para ampliar o espaço da capsula vivenciado por Albert I.